# 塞纳河畔维特里
塞纳河畔维特里（法語：Vitry-sur-Seine，法語發音：[vitʁi syʁ sɛn] ⓘ），法国中北部城市，法兰西岛大区马恩河谷省的一个市镇，其市镇面积为11.67平方公里，2022年1月1日时人口数量为95,282人，是该省人口最多的城市，超过省会克雷泰伊，在法国城市中排名第46位。
塞纳河畔维特里位于马恩河谷省中部偏西，塞纳河左岸，距离巴黎市中心大约6公里，是巴黎南郊重要的卫星城居民区，通过大区快铁与其连接。塞纳河畔维特里因当地的无产阶级民众及政府而闻名，当地自1925年起历届市长均为法国共产党成员。此外塞纳河畔维特里也是法国现代说唱艺术的重要发源地，多名说唱歌手长期生活于此。

## 地名来源

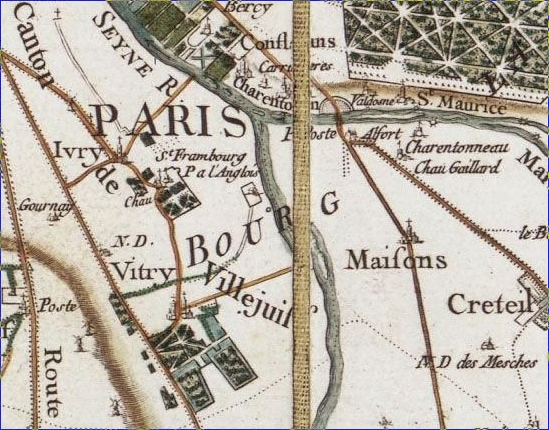
18世纪时的维特里地图

“维特里”一名来源于高卢-罗马时期当地名叫的一个封建领主，而“塞纳河畔”（sur-seine）这一后缀直到19世纪才成为当地官方名称的一部分。

## 历史
塞纳河畔维特里早在旧石器时代就已出现人类活动，其境内多地都曾出土相关人类遗址。高卢时期为卢泰西亚人的活动范围，一些史学家认为公元前52年的卢泰西亚战役发生在塞纳河畔维特里境内。罗马人入侵后，一条大道经过此地。中世纪时期，维特里长期为一块封建领地，公元14世纪时曾为札克雷暴动的重要发生地之一，1656年，维特里的一个领主在此修建了一处城堡，成为当地的标志性建筑。法国大革命后，塞纳河畔维特里成为塞纳省的一个市镇。工业革命时期，途径维特里的巴黎－波尔多铁路分段相继通车，随着巴黎城市的扩张，塞纳河畔维特里境内出现了许多工厂，人口数量迅速增加。1910年的塞纳河大洪水使得塞纳河畔维特里境内发生严重内涝，包括维特里城堡在内的多处建筑受到破坏，而城堡最终于1912年被拆除。20世纪20年代，塞纳河畔维特里因聚集了大量工人而形成无产阶级团体，当地首任共产党籍市长于1925年被选出。第二次世界大战以后，塞纳河畔维特里境内出现大量集中式居民区，成为巴黎南郊的重要卫星城，1968年起划归至新成立的马恩河谷省。

## 地理

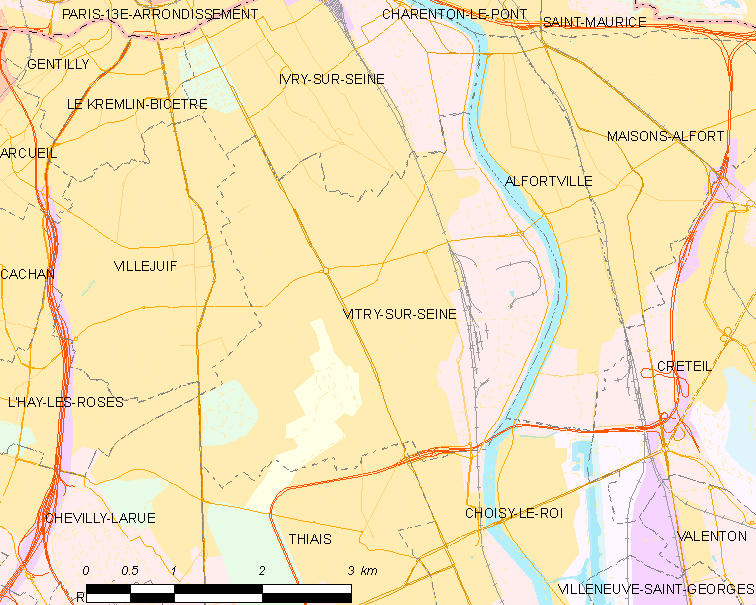
塞纳河畔维特里市镇地图

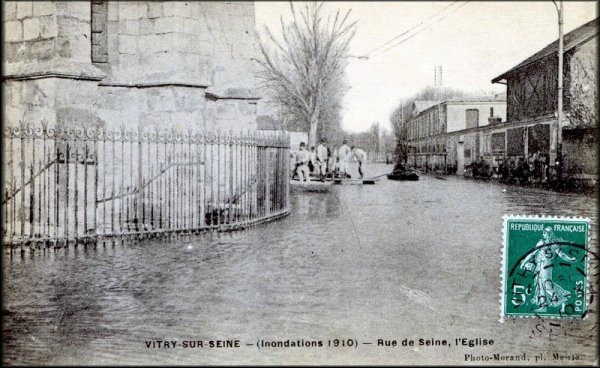
1910年塞纳河大洪水

塞纳河畔维特里位于法国中北部，法兰西岛大区中部和马恩河谷省中部偏西，距离省会克雷泰伊大约3公里。与塞纳河畔维特里接壤的市镇包括：塞纳河畔伊夫里、阿尔福维尔、舍维伊拉吕、舒瓦西勒鲁瓦、蒂艾以及维勒瑞夫。

### 地形
塞纳河畔维特里位于巴黎盆地腹地，境内地势平坦，全境海拔在27到106米之间。

### 水文
塞纳河畔维特里位于塞纳河干流的左岸，后者为法国五大河流之一，维特里段设有船闸和码头。1910年塞纳河大洪水曾对当地造成了严重的破坏。

### 植被
塞纳河畔维特里属于温带阔叶混交林区，市区内的主要绿地公园包括弗雷德雷克·若利奥·居里公园（Parc Frédéric Joliot Curie）、勒科托-马塞尔·罗塞特公园（Parc du Coteau - Marcel Rosette）等，均常年免费向公众开放。
在鲜花城市的评比中，塞纳河畔维特里暂未被评级。

### 气候
塞纳河畔维特里在柯本气候分类法中属于温带海洋性气候，年温差较小，降水分布均匀。
距离塞纳河畔维特里最近的气象站位于奥利境内，以下为该气象站的数据：
| 奥利1981年－2019年  | 奥利1981年－2019年 | 奥利1981年－2019年 | 奥利1981年－2019年 | 奥利1981年－2019年 | 奥利1981年－2019年 | 奥利1981年－2019年 | 奥利1981年－2019年 | 奥利1981年－2019年 | 奥利1981年－2019年 | 奥利1981年－2019年 | 奥利1981年－2019年 | 奥利1981年－2019年 | 奥利1981年－2019年 |
| 月份                | 1月                | 2月                | 3月                | 4月                | 5月                | 6月                | 7月                | 8月                | 9月                | 10月               | 11月               | 12月               | 全年               |
| ------------------- | ------------------ | ------------------ | ------------------ | ------------------ | ------------------ | ------------------ | ------------------ | ------------------ | ------------------ | ------------------ | ------------------ | ------------------ | ------------------ |
| 历史最高温 °C（°F） | 16.5 (61.7)        | 20.8 (69.4)        | 24.5 (76.1)        | 29.4 (84.9)        | 35.0 (95.0)        | 37.1 (98.8)        | 41.9 (107.4)       | 40.0 (104.0)       | 33.0 (91.4)        | 31.3 (88.3)        | 21.8 (71.2)        | 17.3 (63.1)        | 41.9 (107.4)       |
| 平均高温 °C（°F）   | 6.7 (44.1)         | 7.9 (46.2)         | 11.9 (53.4)        | 15.3 (59.5)        | 19.3 (66.7)        | 22.6 (72.7)        | 25.3 (77.5)        | 25.1 (77.2)        | 21.2 (70.2)        | 16.3 (61.3)        | 10.5 (50.9)        | 7.1 (44.8)         | 15.8 (60.4)        |
| 日均气温 °C（°F）   | 4.1 (39.4)         | 4.7 (40.5)         | 7.9 (46.2)         | 10.6 (51.1)        | 14.5 (58.1)        | 17.6 (63.7)        | 20 (68)            | 19.7 (67.5)        | 16.3 (61.3)        | 12.3 (54.1)        | 7.5 (45.5)         | 4.7 (40.5)         | 11.7 (53.0)        |
| 平均低温 °C（°F）   | 1.6 (34.9)         | 1.5 (34.7)         | 3.9 (39.0)         | 5.9 (42.6)         | 9.7 (49.5)         | 12.7 (54.9)        | 14.7 (58.5)        | 14.3 (57.7)        | 11.4 (52.5)        | 8.4 (47.1)         | 4.5 (40.1)         | 2.3 (36.1)         | 7.6 (45.6)         |
| 历史最低温 °C（°F） | −16.8 (1.8)        | −15 (5)            | −9.4 (15.1)        | −4.3 (24.3)        | −1.3 (29.7)        | 3 (37)             | −0.3 (31.5)        | 5.6 (42.1)         | 1.7 (35.1)         | −11.7 (10.9)       | −9.6 (14.7)        | −13.3 (8.1)        | −16.8 (1.8)        |
| 平均降水量 mm（）   | 49.4 (1.94)        | 41.2 (1.62)        | 47.2 (1.86)        | 49.4 (1.94)        | 59.3 (2.33)        | 49 (1.9)           | 57.9 (2.28)        | 51.6 (2.03)        | 49.1 (1.93)        | 57.6 (2.27)        | 49.9 (1.96)        | 55 (2.2)           | 616.6 (24.26)      |
| 月均日照時數        | 43.4               | 66.3               | 162.6              | 172.4              | 165.4              | 176.6              | 232.1              | 220.4              | 193.9              | 131.9              | 49.1               | 55.3               | 1,669.4            |
| 来源：infoclimat    |                    |                    |                    |                    |                    |                    |                    |                    |                    |                    |                    |                    |                    |

## 行政区划
塞纳河畔维特里是法国法兰西岛大区马恩河谷省的一个市镇，编号为94081。塞纳河畔维特里隶属于拉伊莱罗斯区以及马恩河谷省第九选区，管理塞纳河畔维特里第一县和第二县，同时也是大巴黎都会区的组成部分以及大奥利-塞纳-比耶夫尔土地公共管理局的办公驻地。
塞纳河畔维特里市镇被划为11个街区，并实行街区自治制度。
法国国家统计与经济研究所（简称）在进行数据统计时，将塞纳河畔维特里划为巴黎城市区的一部分。同时，还将塞纳河畔维特里市镇分为了37个“块区”（IRIS），以便于统计人口分布情况。

## 交通

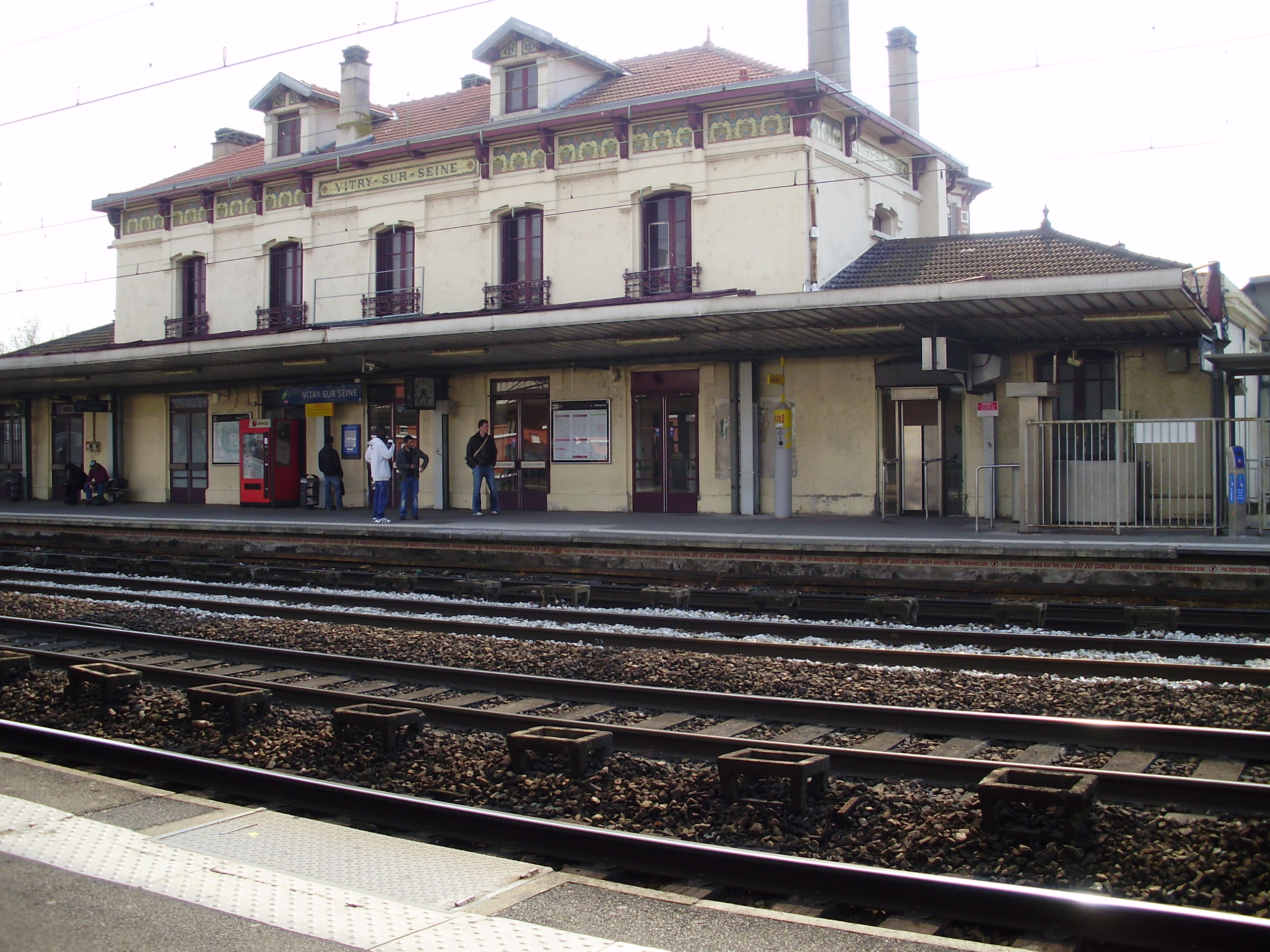
快铁塞纳河畔维特里站的站台

### 道路设施
塞纳河畔维特里境内均为城市化道路，其中东西走向的萨凯磨坊大街（avenue du Moulin de Saquet）和亨利·巴比塞大街（avenue Henri Barbusse）以及南北走向的尤里·加加林大街（avenue Youri Gagarine）和斯大林格勒大道（boulevard Stalingrad）在塞纳河畔维特里境内十字交汇，构成了其城市主轴线，在马恩河谷省省道系统中分别编号为D148线和D5线。巴黎第二绕城高速公路在塞纳河畔维特里最南端过境，并设有一个出入口可联通中心城区。
2016年，61.4%的塞纳河畔维特里家庭拥有至少一辆的私人汽车。2016年，塞纳河畔维特里境内共发生各类交通事故148起，造成182人受伤。

### 对外交通
巴黎－波尔多铁路经过塞纳河畔维特里境内并设有两个车站：塞纳河畔维特里站和莱萨尔杜瓦讷站，均为法兰西岛大区快铁C线上的通勤车站。巴黎地铁15号线将从塞纳河畔维特里市区南部通过，预计2025年建成。
距离塞纳河畔维特里最近的长途铁路车站和民用机场分别为巴黎奥斯特里茨站和巴黎-奥利机场。

### 城市公共交通
塞纳河畔维特里是巴黎公共交通网的组成部分，法兰西岛大区快铁C线和经过塞纳河畔维特里；法兰西岛有轨电车9号线经过塞纳河畔维特里境内并设有6个车站，已于2021年4月11日正式投入使用；此外还有八条公交线路经过其市镇范围内。
| 途经塞纳河畔维特里境内的主要公共交通线路 |        | |
| 类型                                     | 运营商 | 线路 |
| 快铁                                     |        | ：伊夫林地区圣康坦 ↔ 凡尔赛尚捷站 ↔ 巴黎市区 ↔ 塞纳河畔维特里站 ↔ 莱萨尔杜瓦讷站 ↔ 舒瓦西勒鲁瓦 ↔ 奥利 ↔ 马西-帕莱索站 |
| 有轨电车                                 | (N)    | ：舒瓦西门站 ↔ 拉布里凯特里 ↔ 贝多芬-协和 ↔ MAC-VAL博物馆 ↔ 塞纳河畔维特里市政厅 ↔ 卡米耶·格鲁 ↔ 康斯坦·科克兰 ↔ 瓦托-龙德奈 ↔ 鲁热·德李尔 ↔ 奥利-加斯通·维安 |
| 公共汽车                                 | RATP   | 25：巴黎-弗朗索瓦·密特朗圖書館 ↔ 瓦扬·库蒂耶-列宁 ↔ 迪拉斯 132：巴黎-弗朗索瓦·密特朗圖書館 ↔ 伊夫里市政府 ↔ 塞纳河畔维特里市政厅 ↔ 保罗·阿尔芒戈 ↔ 绿磨坊 172：克雷泰伊-亨利医院 ↔ 让·饶勒斯 ↔ MAC-VAL博物馆 ↔ 猶太城-路易·阿拉貢站 ↔ 拉伊莱罗斯市政厅 ↔ 拉雷讷堡站 180：沙朗通學校站 ↔ 塞纳河畔维特里站 ↔ 塞纳河畔维特里市政厅 ↔ 猶太城-路易·阿拉貢站 182：伊夫里市政府 ↔ 让·饶勒斯 ↔ 莱萨尔杜瓦讷站 ↔ 舒瓦西勒鲁瓦站 ↔ 圣乔治新城-编组站 185：巴黎-意大利门站 ↔ 猶太城-路易·阿拉貢站 ↔ 保罗·阿尔芒戈 ↔ 南舒瓦西 217：塞纳河畔维特里站 ↔ 维特里桥 ↔ 克雷泰伊-市政厅 RATP：维特里桥商业中心 ↔ 舒瓦西勒鲁瓦站 ↔ 蒂艾-勒瓦索尔 |
| 公共汽车                                 | (N)    | N31：巴黎-巴黎-里昂火车站 ↔ 意大利广场 ↔ 舒瓦西门站 ↔ 拉布里凯特里 ↔ 塞纳河畔维特里市政厅 ↔ 鲁热·德李尔 ↔ 奥利-市政厅 ↔ 巴黎-奥利机场南航站楼 N133：巴黎-巴黎-里昂火车站 ↔ 塞纳河畔伊夫里 ↔ 塞纳河畔维特里站 ↔ 莱萨尔杜瓦讷站 ↔ 舒瓦西勒鲁瓦站 ↔ 瑞维西站 |
| 1.                                       |        | |

除此之外，建设中的巴黎地铁15号线和计划建设的大容量公交5号线也将从塞纳河畔维特里通过。

## 政治

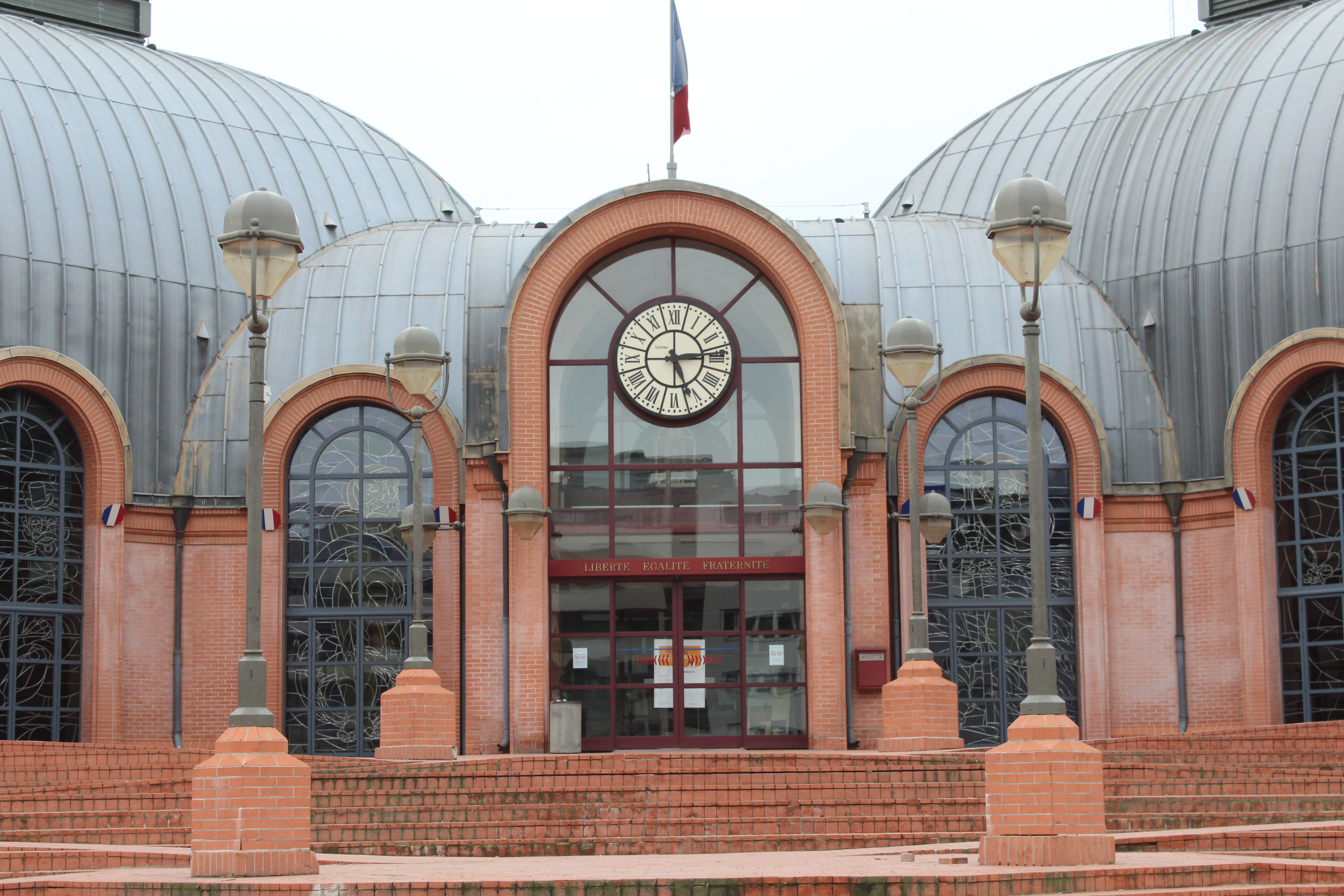
塞纳河畔维特里市政厅

塞纳河畔维特里的现任市长为让-克洛德·肯尼迪先生（Jean-Claude Kennedy），是法国共产党的一名成员，自2015年起担任，在2020年的市政选举中获得了77.39%的支持率，实现连任。
在2017年的法国总统大选中，法国第25任总统埃马纽埃尔·马克龙在塞纳河畔维特里获得了79.62%的支持率。
| 塞纳河畔维特里历届市长 |                                      |               |
| 任期                   | 市长                                 | 党派          |
| 1944年－1957年         | Lucien Français 吕西安·弗朗赛        | PCF法国共产党 |
| 1957年－1965年         | Clément Perrot 克莱蒙·佩罗           | PCF法国共产党 |
| 1965年－1977年         | Marcel Rosette 马塞尔·罗塞特         | PCF法国共产党 |
| 1977年－1996年         | Paul Mercieca 保罗·梅尔谢卡          | PCF法国共产党 |
| 1996年－2015年         | Alain Audoubert 阿兰·奥杜贝尔        | PCF法国共产党 |
| 2015年－               | Jean-Claude Kennedy 让-克洛德·肯尼迪 | PCF法国共产党 |

## 人口
2018年，塞纳河畔维特里市镇人口数量为94,649，在法国排名第46位。其中男性45,709人，女性47,848人，75岁及以上人口占5.5%，外籍人口数量为25,348人，人口密度为8,110人/平方公里，当地居民被称为（男性）或（女性）。2019年，塞纳河畔维特里境内出生1,508人，死亡人口527人。
| 年份   | 1936   | 1946   | 1954   | 1962   | 1968   | 1975   | 1982   | 1990   | 1999   | 2006   | 2011   | 2016   | 2017   |
| ------ | ------ | ------ | ------ | ------ | ------ | ------ | ------ | ------ | ------ | ------ | ------ | ------ | ------ |
| 人口數 | 46,945 | 44,058 | 52,540 | 64,409 | 77,846 | 87,316 | 85,263 | 82,400 | 78,908 | 82,902 | 86,375 | 92,755 | 94,649 |

## 经济

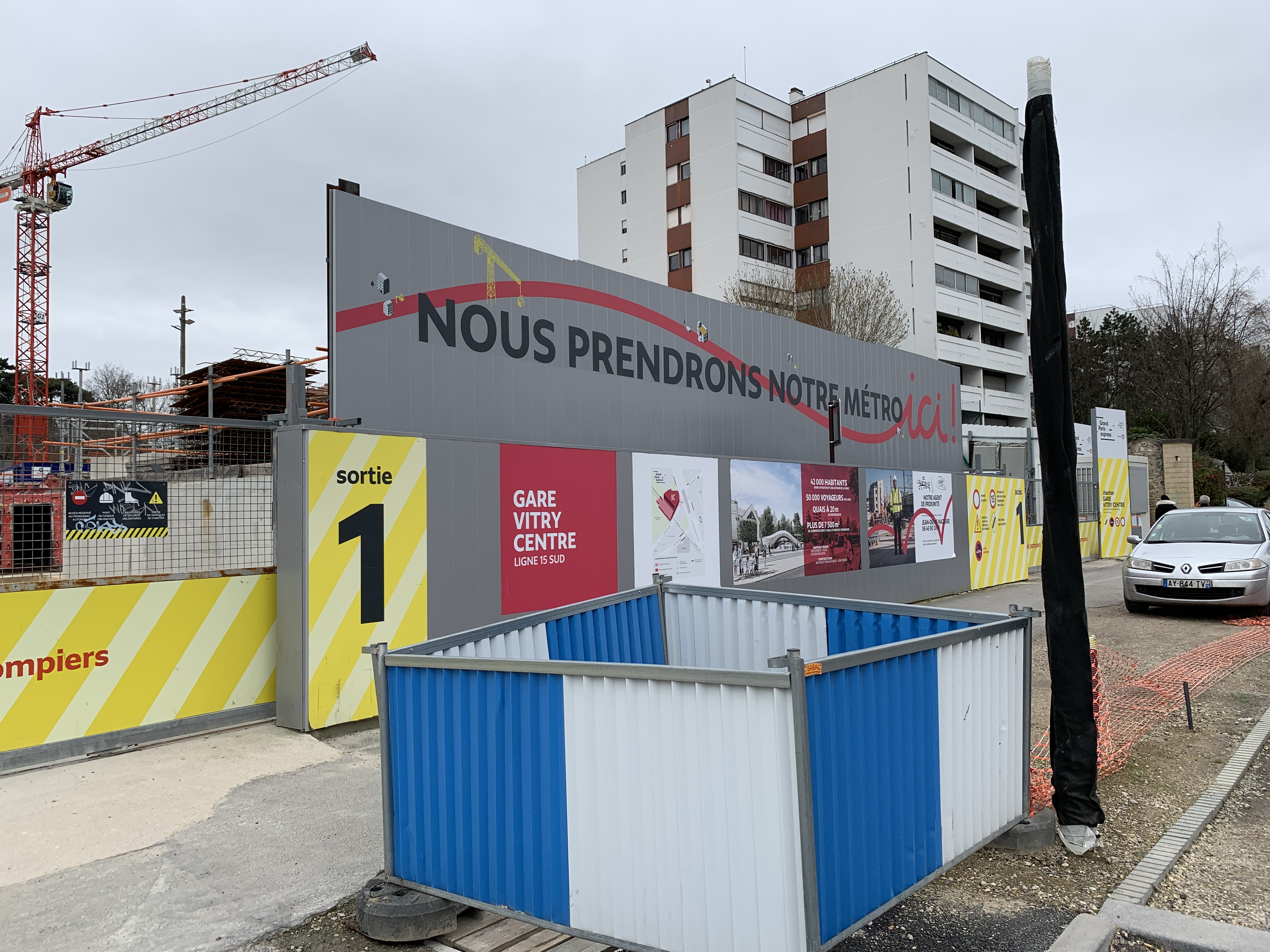
建设中的巴黎地铁15号线

截止2021年9月，塞纳河畔维特里共有各类用人单位（包含自雇）12,675家，平均历史为10年，其中94.09%为中小型企业（PME）。Leader Price（大型零售）、（企业咨询）及（器械生产）是当地2019年营业额最高的三个企业，分别为449,554,605欧元、77,603,383欧元和76,301,110欧元。

## 财政收入
2019年，塞纳河畔维特里的财政收入总额为181,730,000欧元，财政支出总额为171,530,000欧元，当年的债务总额为163,822,000欧元。2021年，塞纳河畔维特里共获得11,132,863欧元的国家财政补助，比上一年增加了0.35%。
2017年，塞纳河畔维特里的人均月收入总额为2,133欧元，其中高级职员为3,527欧元，低于法国平均水平（4,214欧元）；中级职员为2,330欧元，低于法国平均水平（2,353欧元）；普通职员为1,689欧元，亦低于法国平均水平（1,690欧元）。
2017年，塞纳河畔维特里境内的青壮年（15至64岁）失业率为16.9%，当地45.6%的家庭拥有纳税资格，平均纳税2,874欧元，低于法国平均水平（3,888欧元）。

## 社会事务

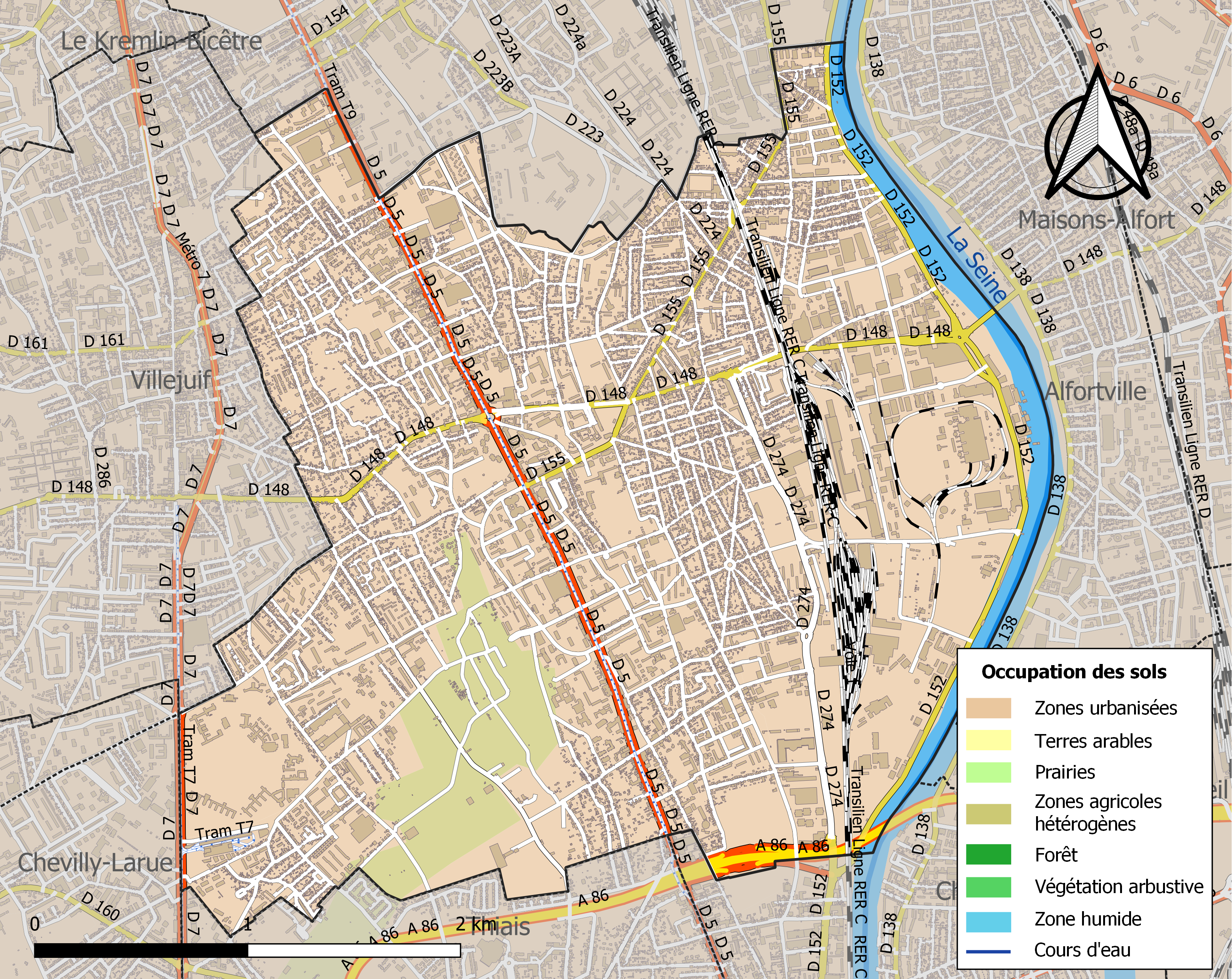
塞纳河畔维特里土地利用情况地图

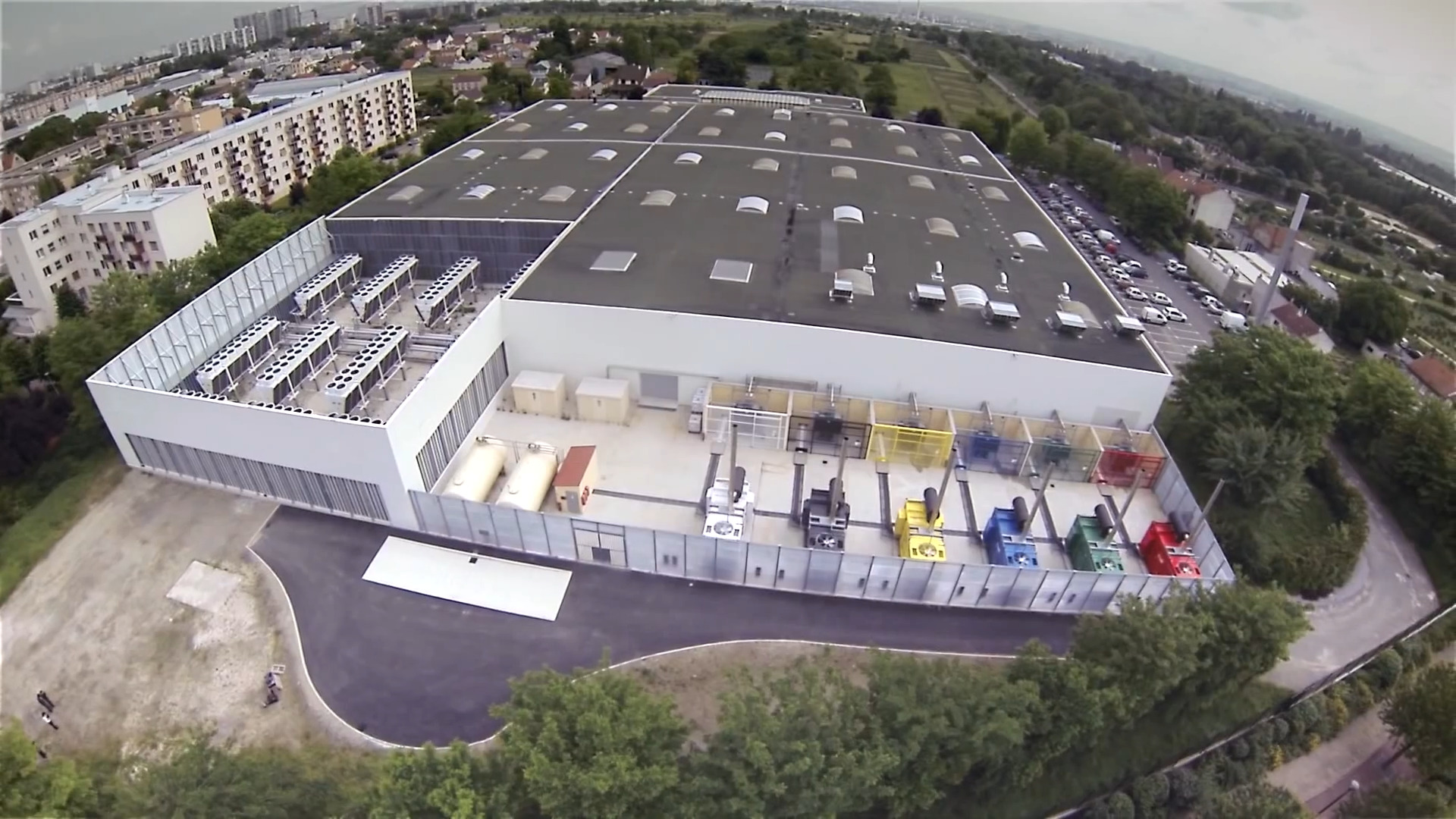
塞纳河畔维特里境内的一处工厂厂房

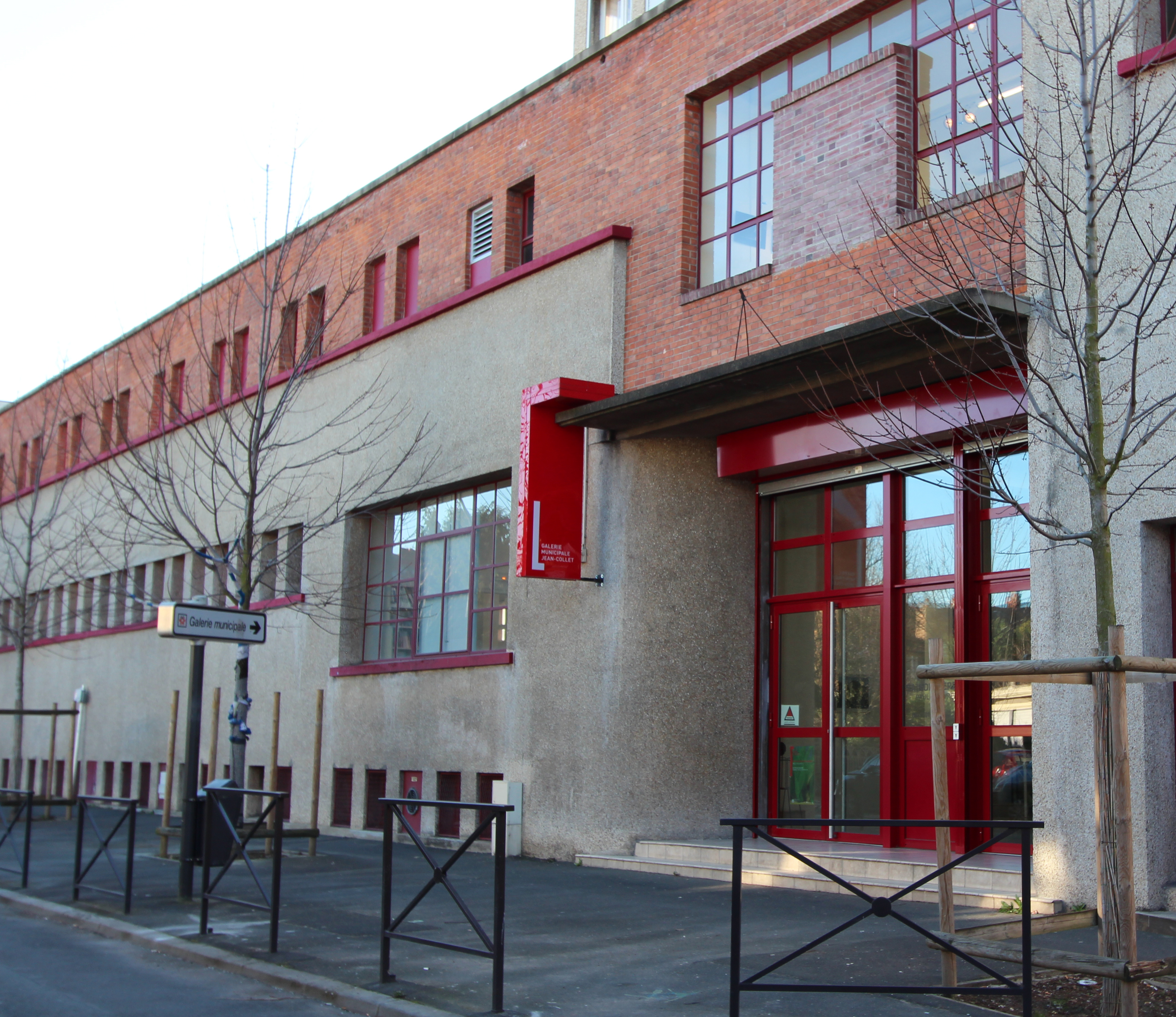
市政展览中心

### 教育
塞纳河畔维特里属于克雷泰伊学区。截止2018年1月1日，塞纳河畔维特里境内共有22所幼儿园、21所小学、9所初级中学、4所普通高中和1所职业高中。2018至2019学年度，塞纳河畔维特里境内共有在校中心学生6,742名。
在高等教育方面，巴黎东部克雷泰伊马恩河谷大学下属的一个应用技术学院在塞纳河畔维特里境内设有校区。

### 医疗
截止2018年1月1日，塞纳河畔维特里境内共有全科医生68名、保健师61名、牙医41名、护士67名、耳科医生3名、眼科医生4名、皮肤科医生2名、助产士9名、儿科医生8名和妇科医生10名。境内共有药房29家，养老院5家，残疾人帮扶中心5家。
塞纳河畔维特里境内有两家私立医院（clinique）。

### 住房
2017年，塞纳河畔维特里境内共有各类住房39,544套，其中19.6%为独立式居民区，78.2%为集中式居民区。常住房屋占塞纳河畔维特里市镇范围内居民建筑总量的94.0%。
在住房保障政策方面，2017年，塞纳河畔维特里境内共有10,769户家庭获得了住房经济补助，受益人数占总人口数量的11.5%，其中10,404份为房租补助。

### 商业
2019年，塞纳河畔维特里境内共有各类实体商铺1,887家，其中餐厅271家、大型超市41家、杂货店56家、面包房41家、肉铺22家、书店12家、装饰品店4家、银行门店15家、美容美发店60家、汽车维修店72家。市区东部的维特里桥附近建有开放式商业中心。

### 体育
2018年，塞纳河畔维特里境内共有3家游泳池、10间健身房、1座综合体育场、13处网球场、1处马术场、6处足球或橄榄球场以及8处篮球或排球场。
维特里运动俱乐部是当地的一支足球队，成立于1897年，2019至2020赛季参加法兰西岛大区第二级别的足球联赛。

### 环境
塞纳河畔维特里的环境事务由大巴黎都会区负责。2017年，塞纳河畔维特里境内共有12家污染企业。

### 治安
2019年，塞纳河畔维特里市镇范围内有1处派出所。
2014年，塞纳河畔维特里及附近地区共发生各类案件5,791起，其中盗窃类案件3,894起，经济类案件365起，毒品交易类案件255起。

## 文化
2019年，塞纳河畔维特里境内共有4家剧场、1家电影院、1家博物馆和1家音乐厅。塞纳河畔维特里市政府提供多媒体中心，向公众全年开放。
马恩河谷当代艺术博物馆（通常被简称为）位于其市中心，于2005年建成，是巴黎郊区重要的现代文化设施。

### 建筑
塞纳河畔维特里境内以现代居民区建筑为主，圣日耳曼教堂是当地代表性的历史文物，建于13世纪，于1862年被列入法国国家文物保护单位。

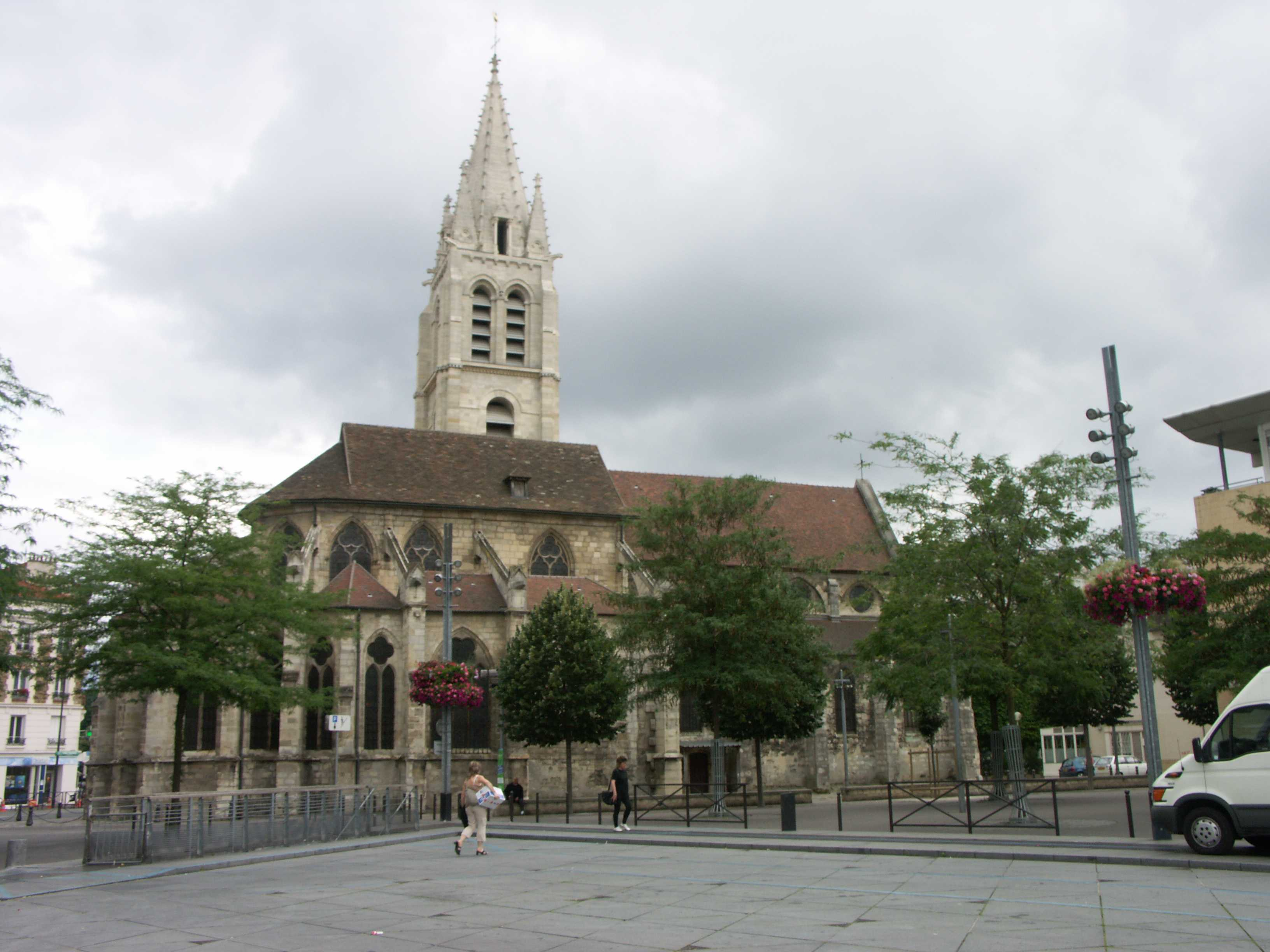
圣日耳曼教堂（法语：Église Saint-Germain de Vitry-sur-Seine）
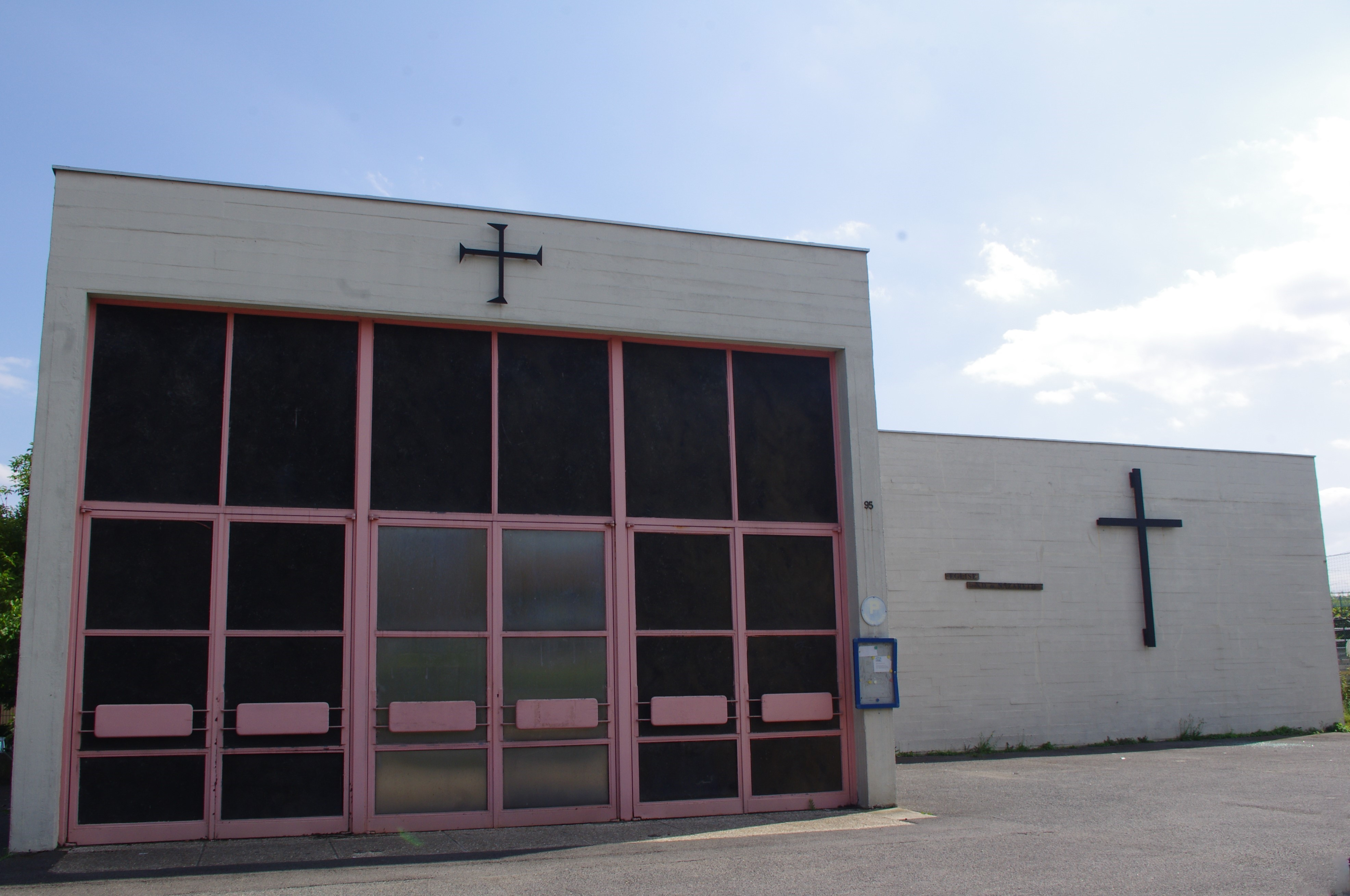
纳扎雷特圣母教堂
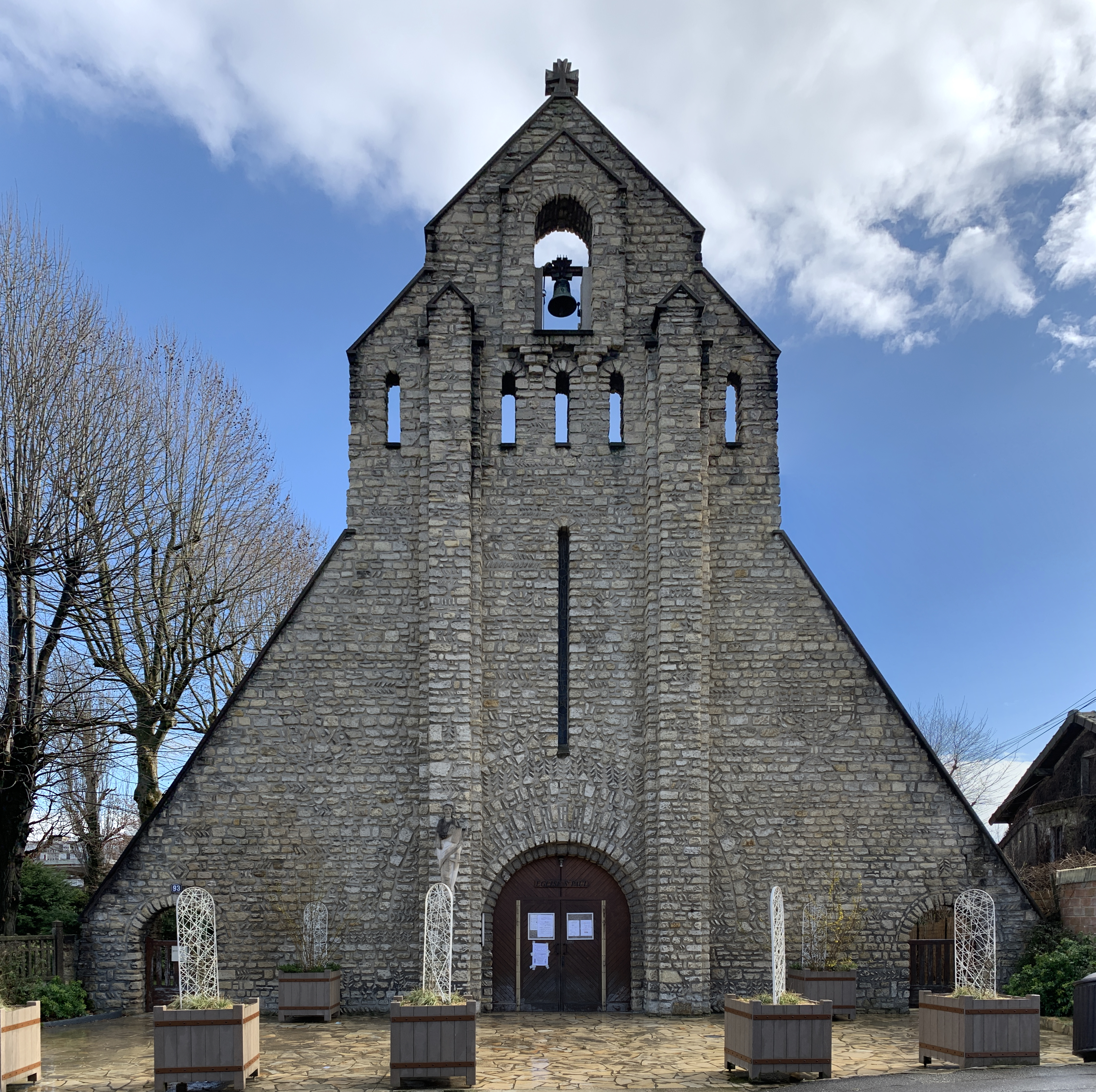
圣保罗教堂
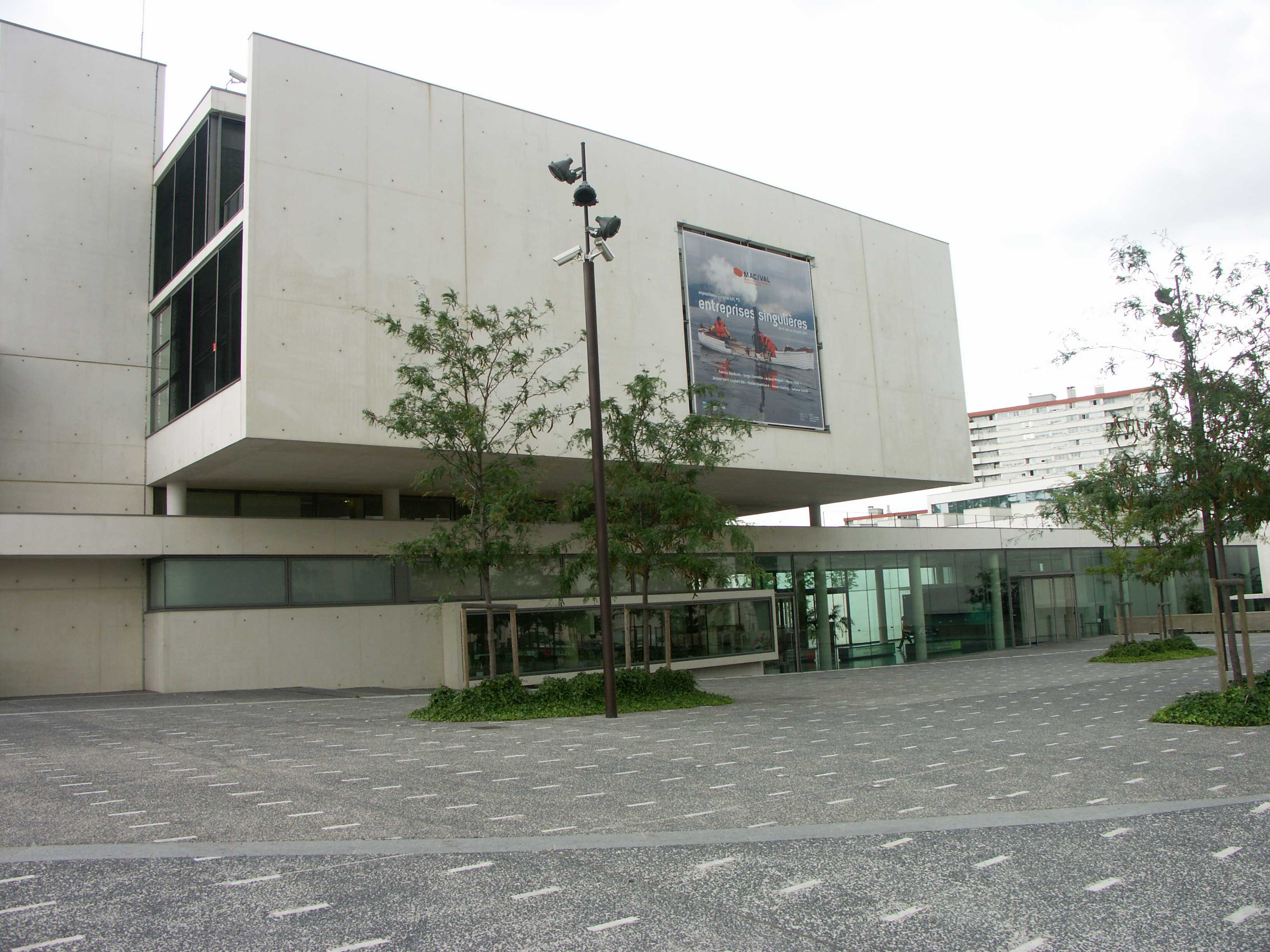
MAC-VAL博物馆
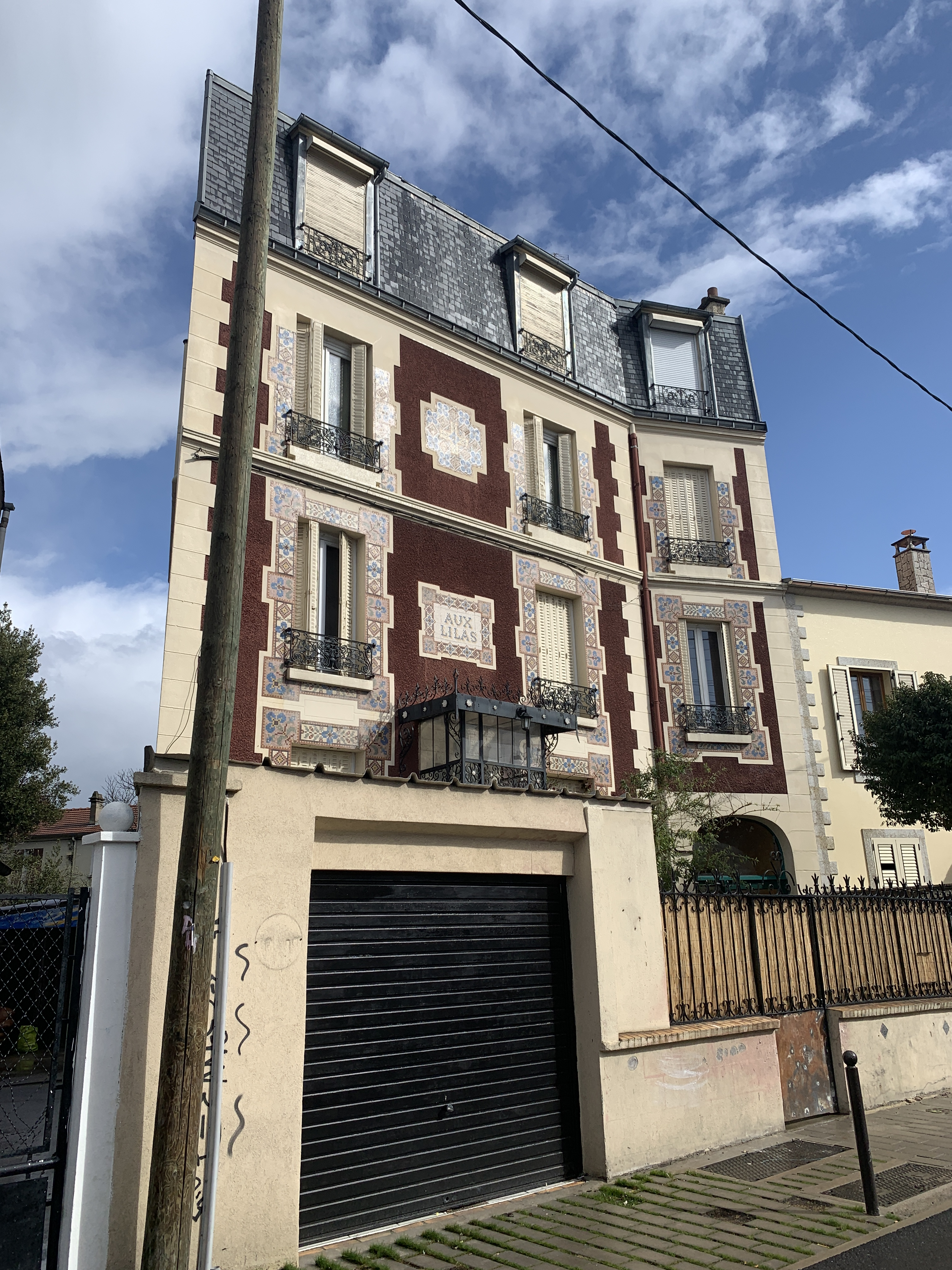
丁香大厦
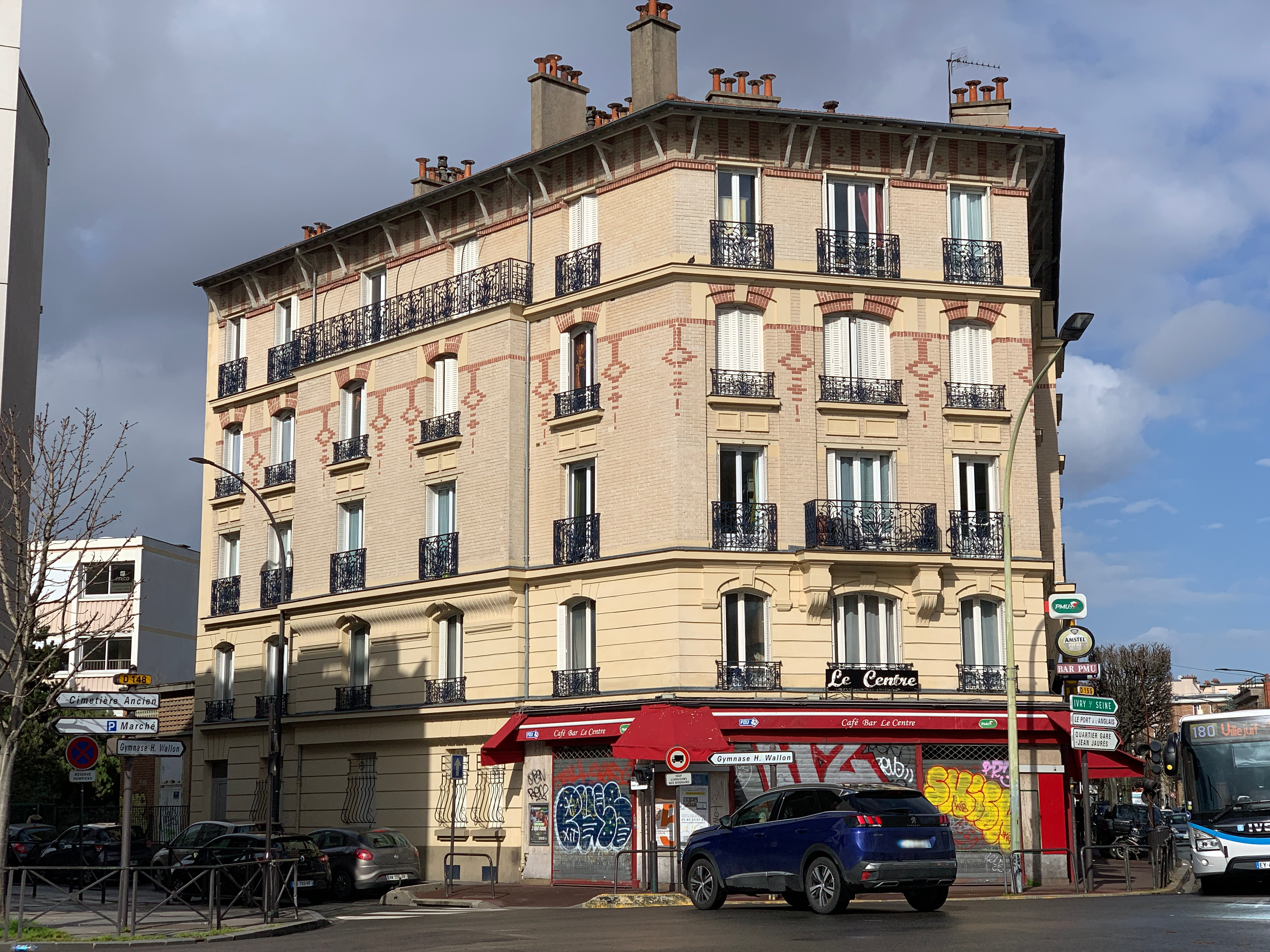
沿街建筑1
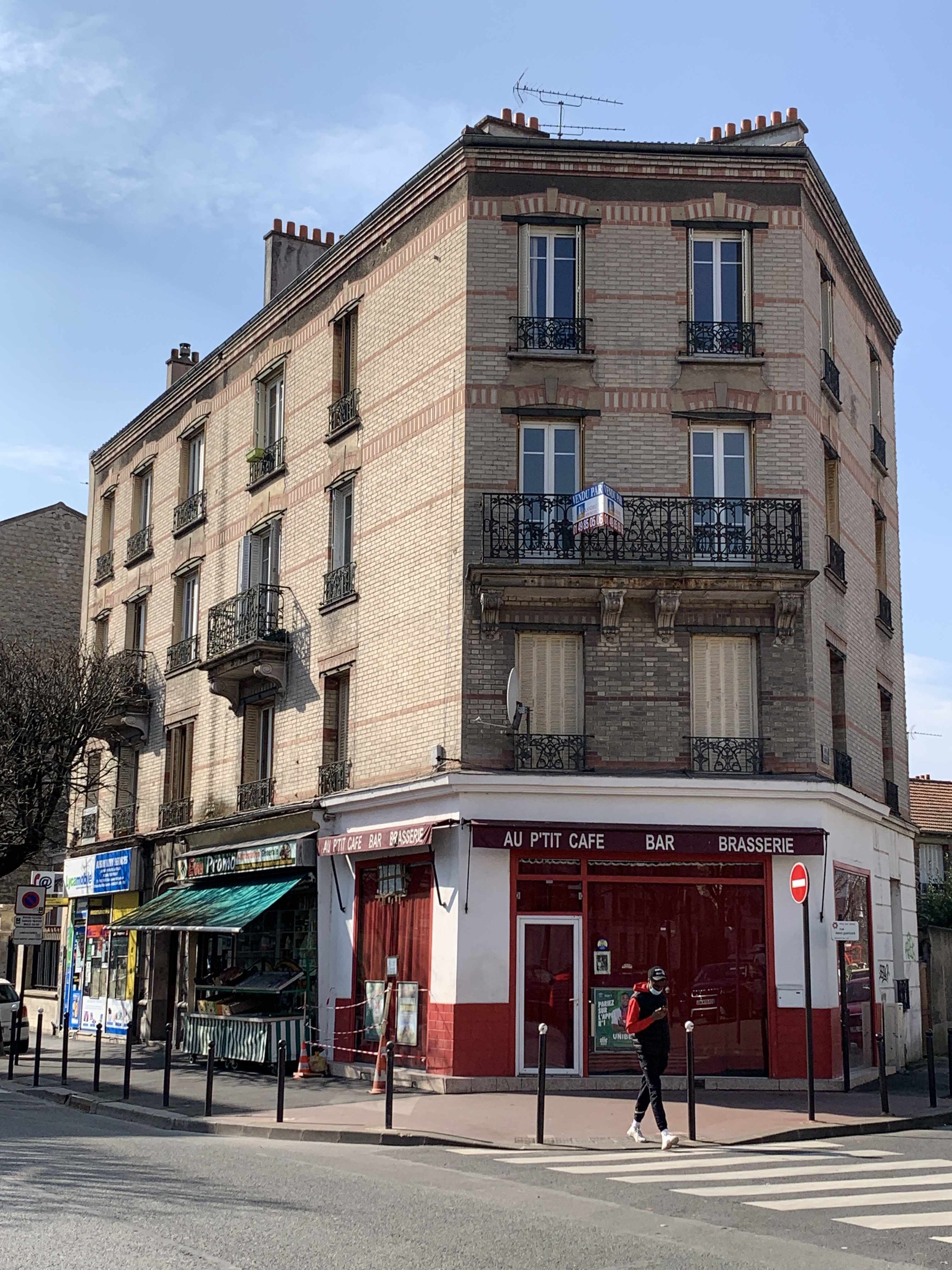
沿街建筑2

### 旅游
塞纳河畔维特里的旅游事务由其所属的公共社区负责。2020年，塞纳河畔维特里境内共有3家酒店共计201间房间。

### 媒体
法国主要的媒体均可在塞纳河畔维特里接收，法国电视三台下属的法兰西岛大区频道在部分时段播出塞纳河畔维特里所属区域的地方新闻。

### 音乐
塞纳河畔维特里是法国现代说唱音乐的重要发源地之一，EJM、Rohff、Rim'K、TLF等说唱音乐家出生或长期生活于塞纳河畔维特里，其歌词中常出现关于当地生活的描述，相关代表作包括《仇恨河畔维特里》（Vitry sur Haine）、《四星》（4 étoile）、《致幻品》（Stupéfiants）等。

## 相关人物
法国说唱歌手Rohff和Rim'K、法国导演让·德雷维尔和达尼埃尔·迪瓦勒、足球运动员吉米·布莱恩德和雅辛尼·阿德利出生于塞纳河畔维特里。

## 友好城市
截至2020年5月，塞纳河畔维特里共与三座城市互为友好城市关系：
- 英国 伯恩利
- 捷克 克拉德诺
- 德国 迈森